# Chimie click
În domeniul sintezei chimice, chimia click face referire la o clasă de reacții chimice simple, cu economie de atomi, utilizate în mod obișnuit pentru a uni două specii moleculare. Chimia click nu reprezintă o singură reacție specifică, ci descrie o modalitate de generare a produșilor pe baza unor modele din natură și care generează, de asemenea, substanțe prin îmbinarea unor unități modulare mici. În multe aplicații, reacțiile click unesc o biomoleculă și o moleculă reporter. Reacțiile nu se limitează la condițiile biologice: conceptul de reacție „click ”a fost utilizat în aplicații chimioproteomice, farmacologice, biomimetice și în mașinării moleculare, însă acestea au devenit deosebit de utile în detectarea, localizarea și calificarea biomoleculelor.
Chimia click cuprinde reacții chimice monotope, care sunt realizate în totalitate în același mediu de reacție. 